# Jonckheere Transit
Le Jonckheere Transit et Jonckheere Transit 2000 est un autobus suburbain fabriqué et commercialisé par le constructeur belge Jonckheere de 1993 à 2013.

## Modèles

### Les différentes versions

#### Châssis DAF
Au Danemark, des Jonckheere Transit 2000 à DAF SB4000 ont été commandés :
Trois versions, dont une à trois essieux (SBR4000) furent développés sur base du châssis DAF SB4000 pour la ville de Copenhague.
La plupart des autobus à deux essieux, et ceux à trois essieux, sont dotés de trois portes ; la porte arrière possède plusieurs marches en raison de la surélévation du plancher.

Transit 2000 à Copenhague
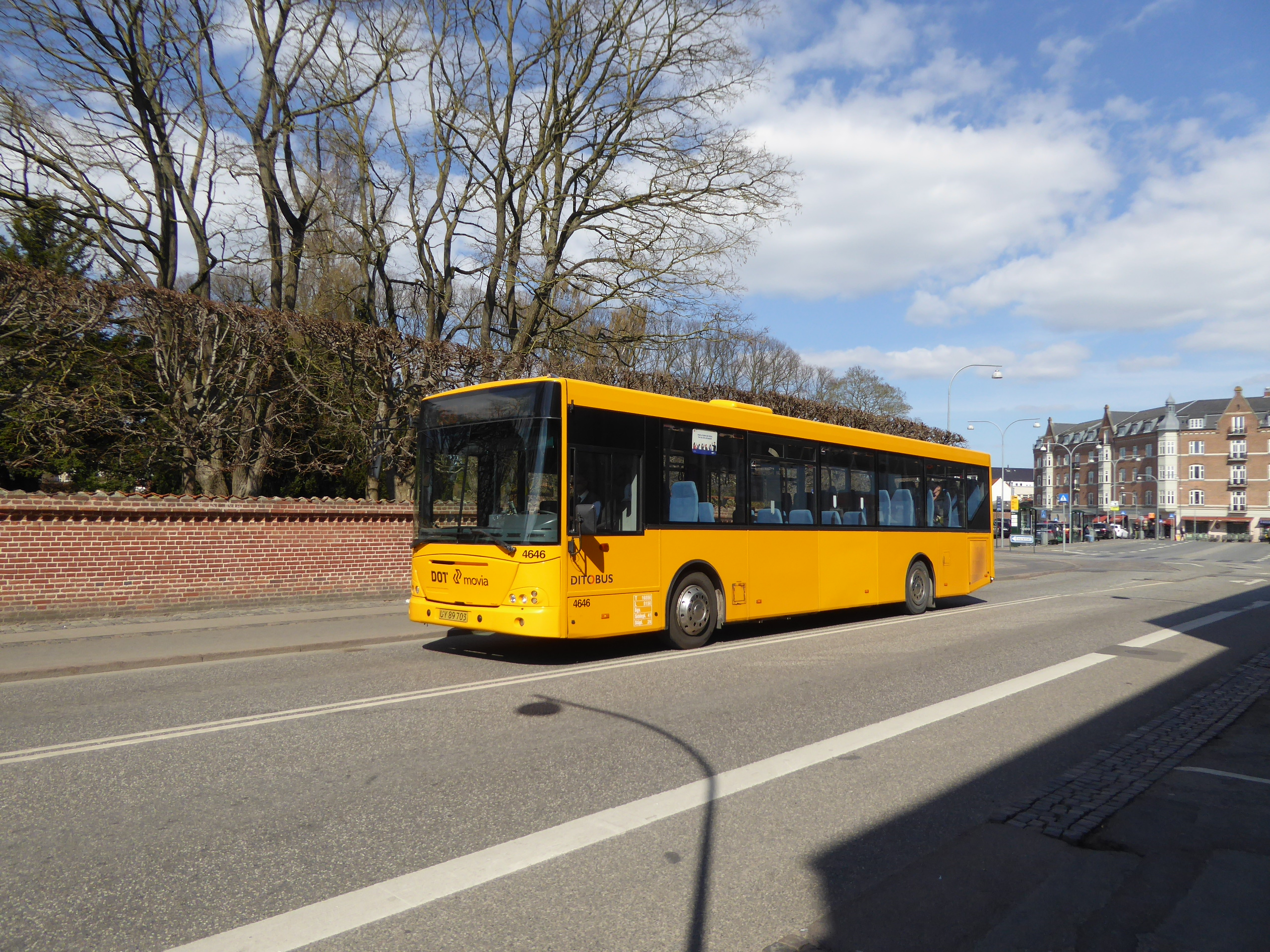
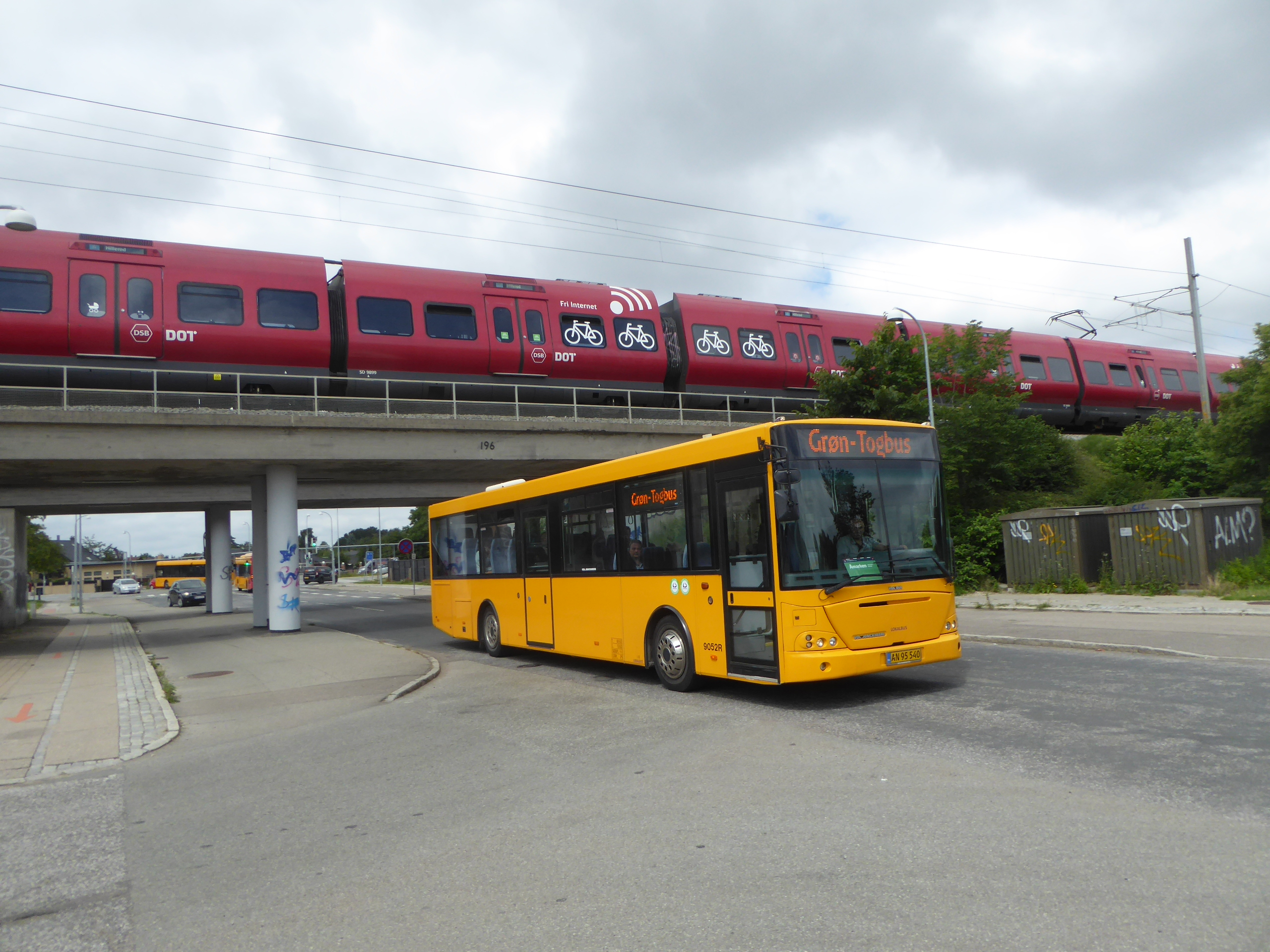
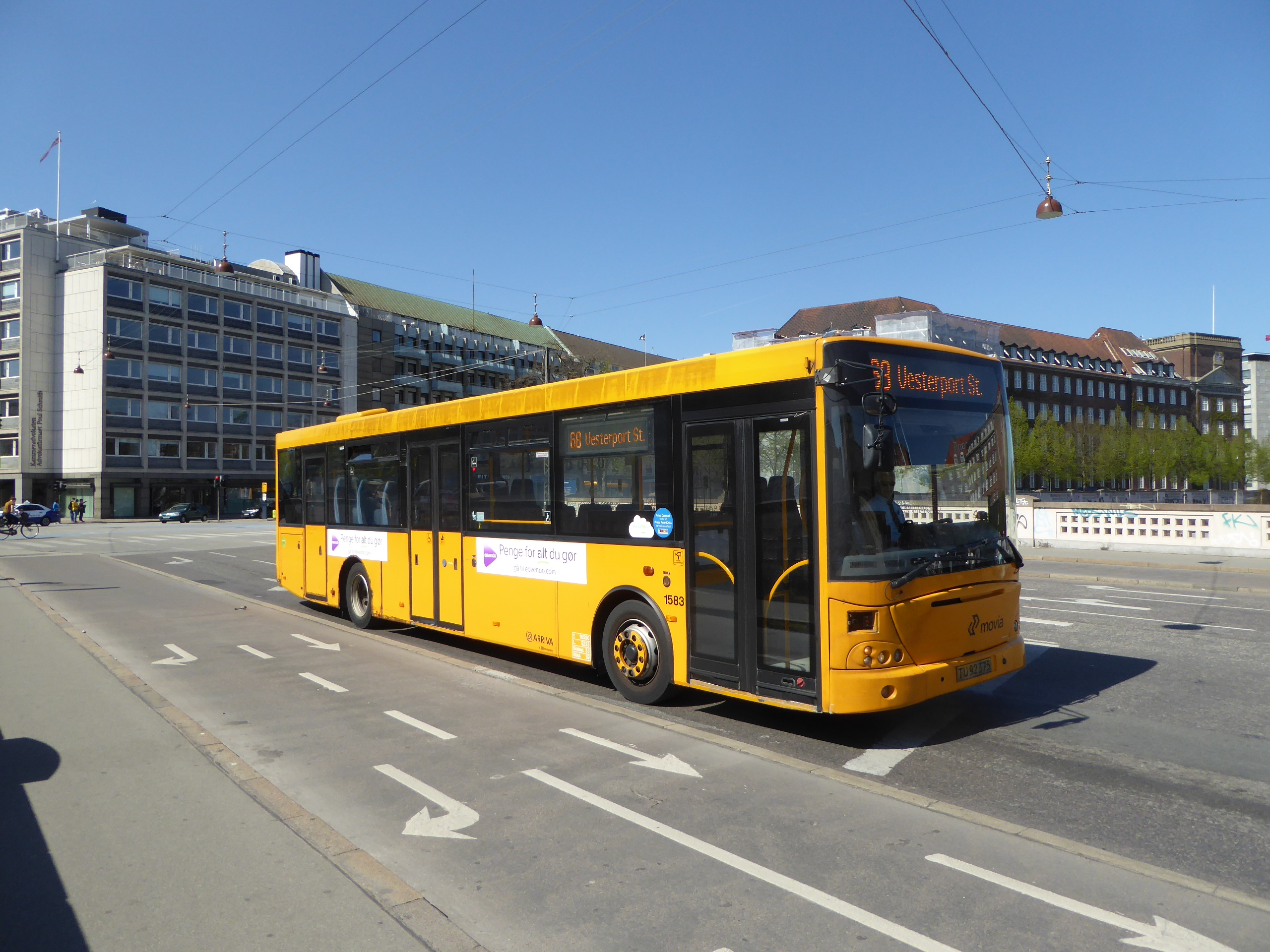
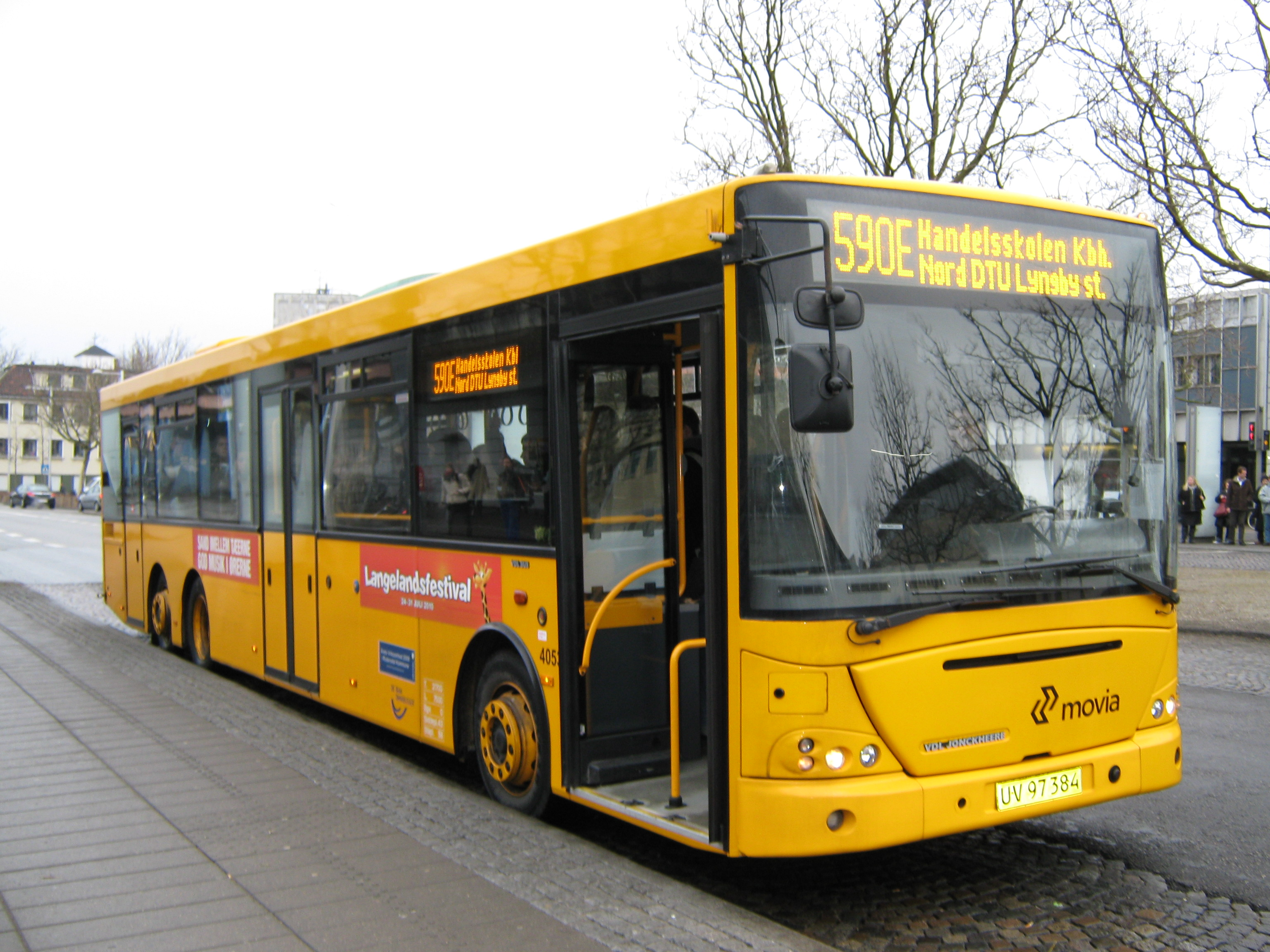
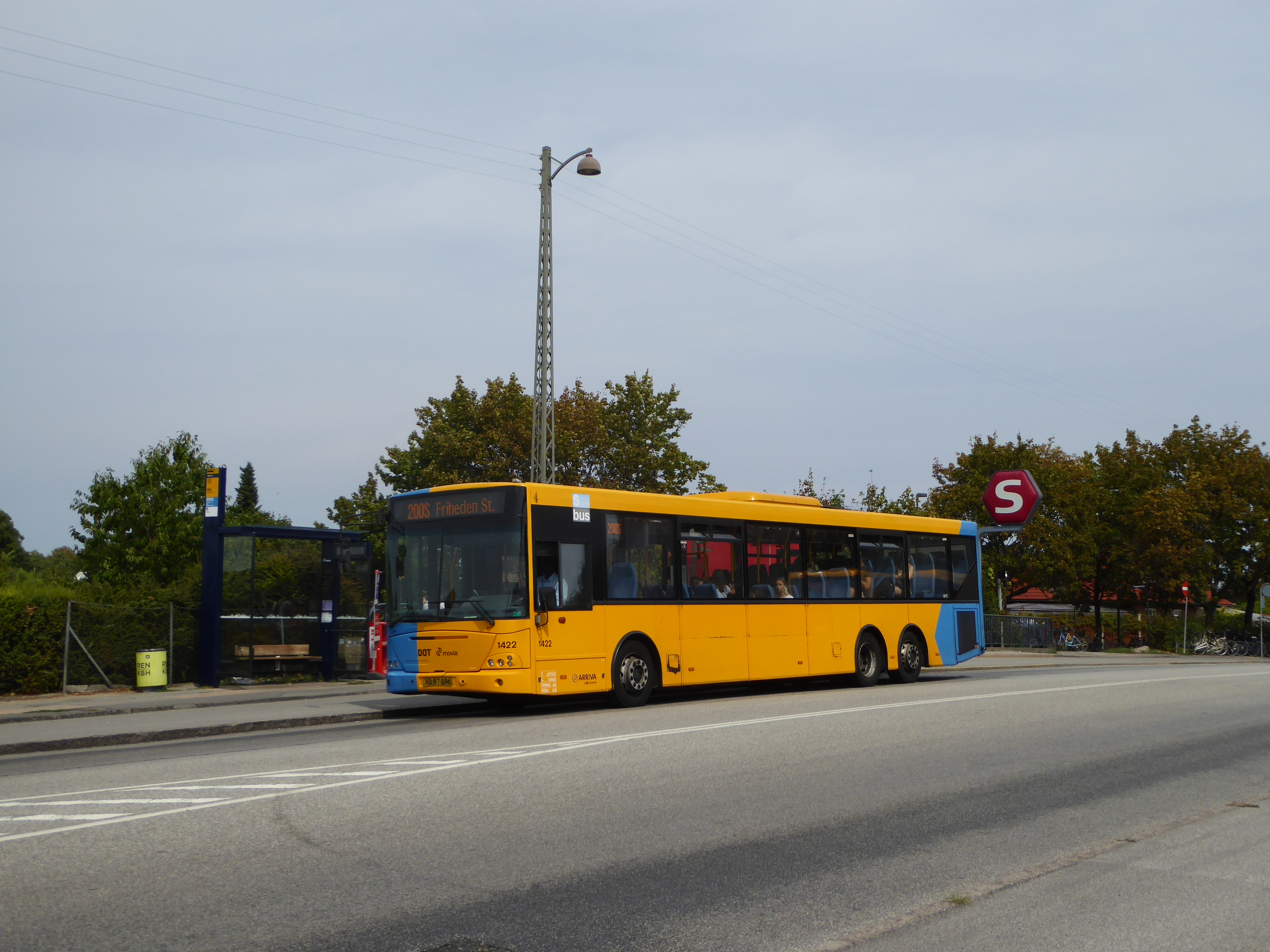

#### Châssis Jonckheere 115
Ce châssis fut développé spécifiquement par Jonckheere pour équiper ses Jonckheere Transit 2000 articulés, construits à partir de 2003. Sur ces autobus, le moteur est toujours situé dans le véhicule de tête mais contrairement aux autobus sur châssis Volvo B10MA, la porte de la remorque n'est plus disposée en arrière de l'essieu. On les reconnaît aussi à la présence d'une grande bosse au centre de la toiture du premier véhicule ; elle abrite le système de refroidissement du moteur.

#### Châssis MAN A35
Châssis court utilisé par Jonckheere pour les Jonckheere Transit 2000 M (midibus). 47 véhicules ont été utilisés par TEC et De Lijn. Le compartiment moteur est vertical et disposé à l'arrière.

Galerie de photographies
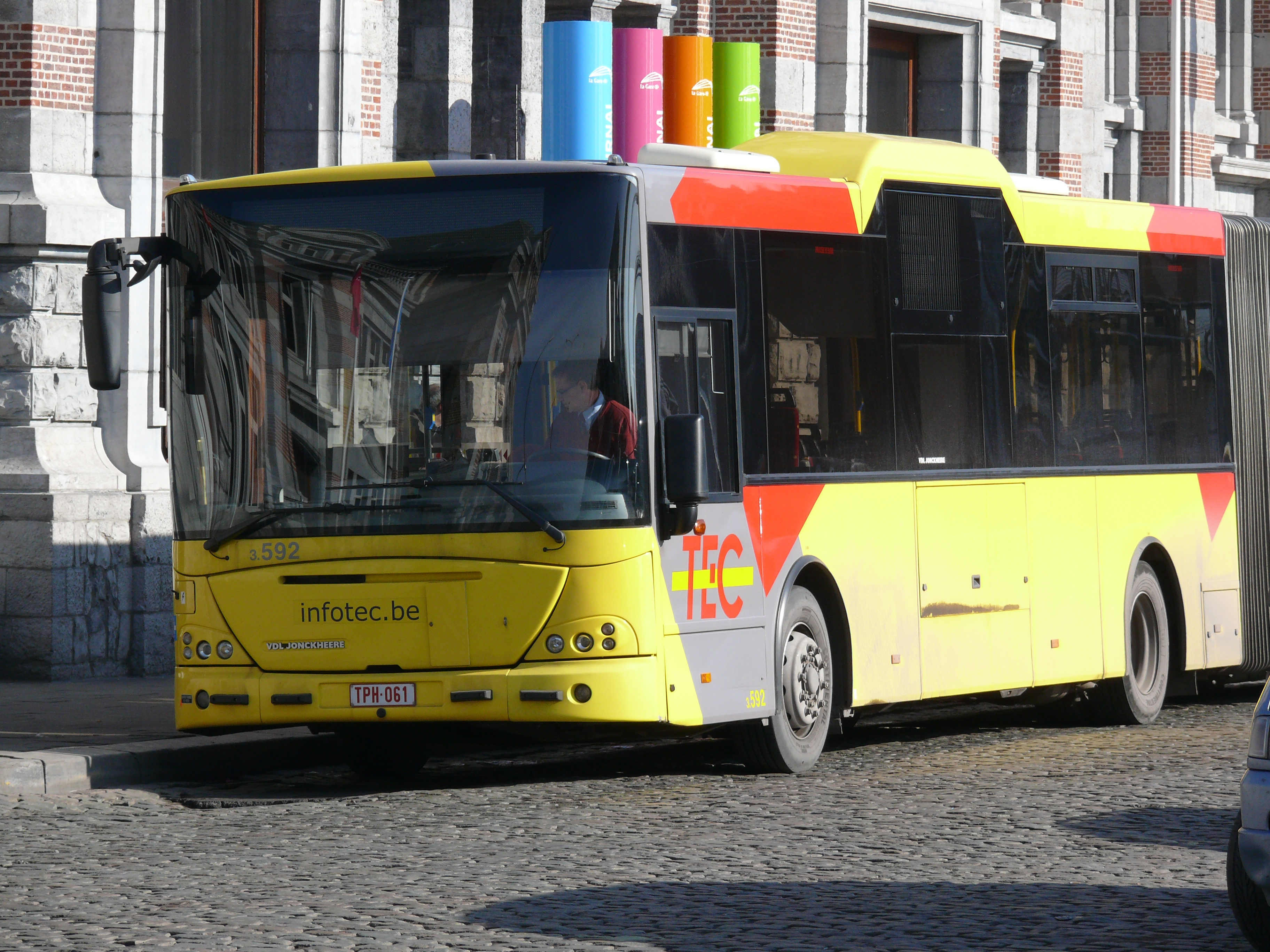
Transit 2000G à châssis Jonckheere.
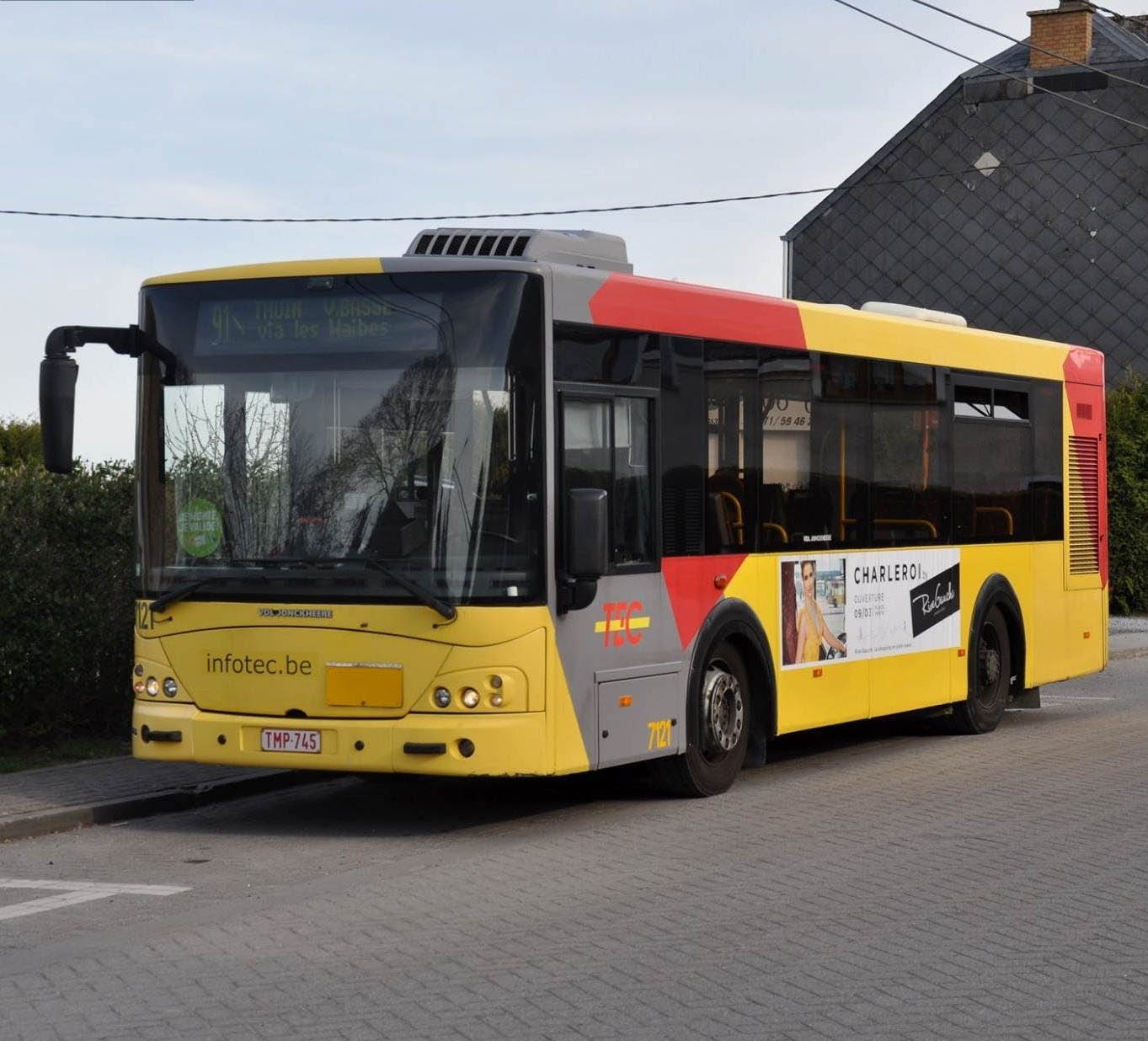
Jonckheere Transit 2000 M TEC (côté droit).
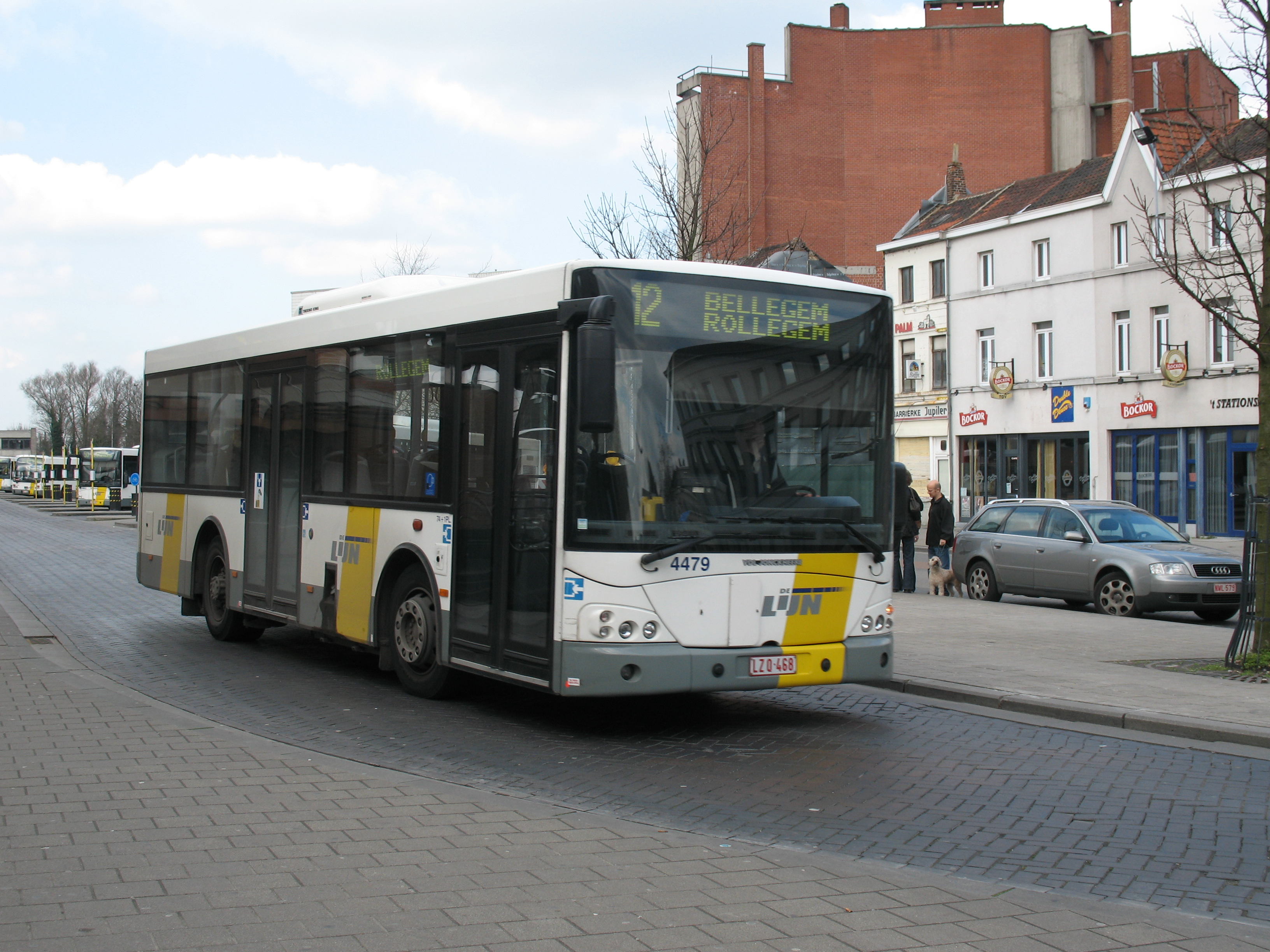
Jonckheere Transit 2000 M de Lijn (côté gauche).
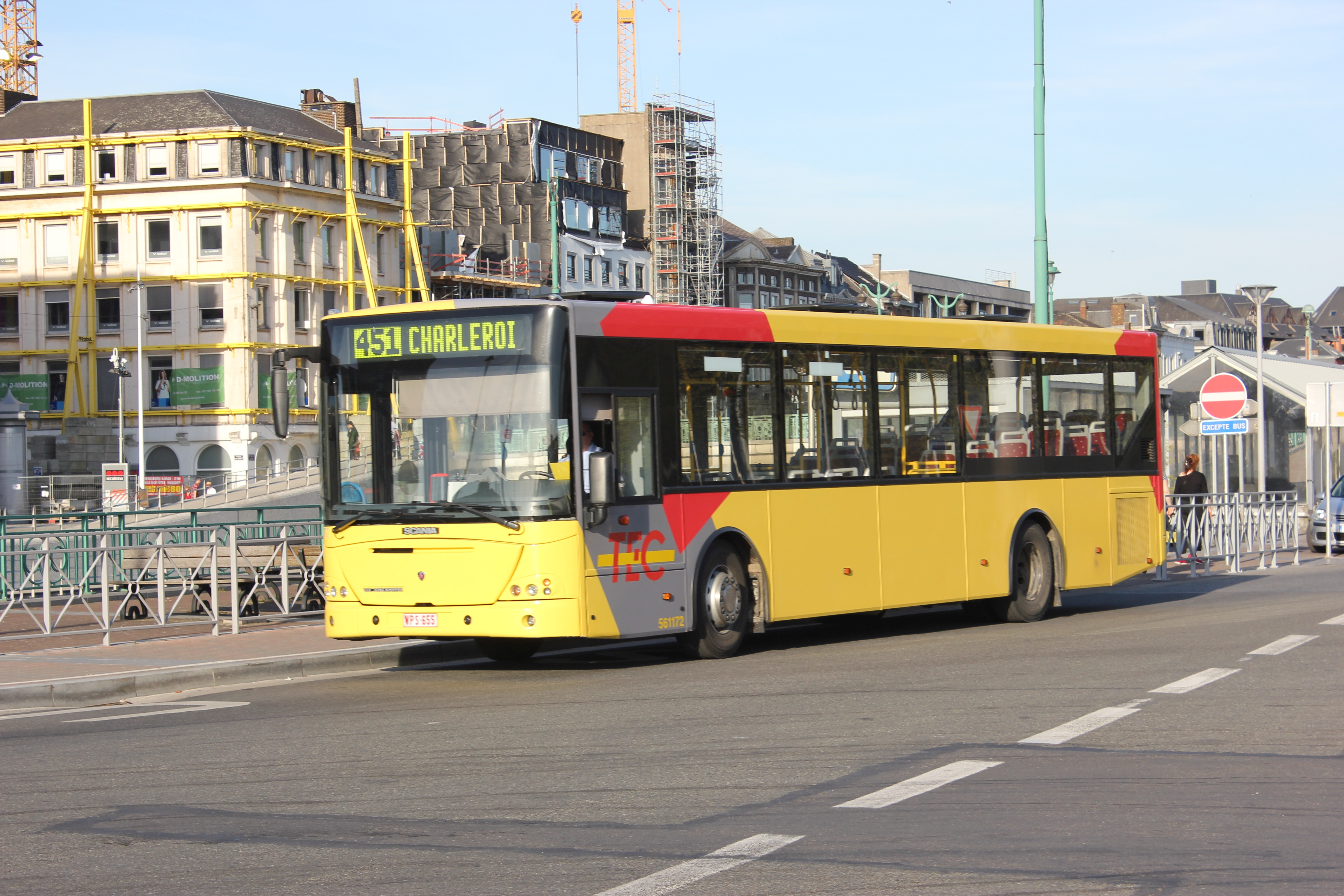
Transit 2000 sur châssis Scania L94 UBX2.
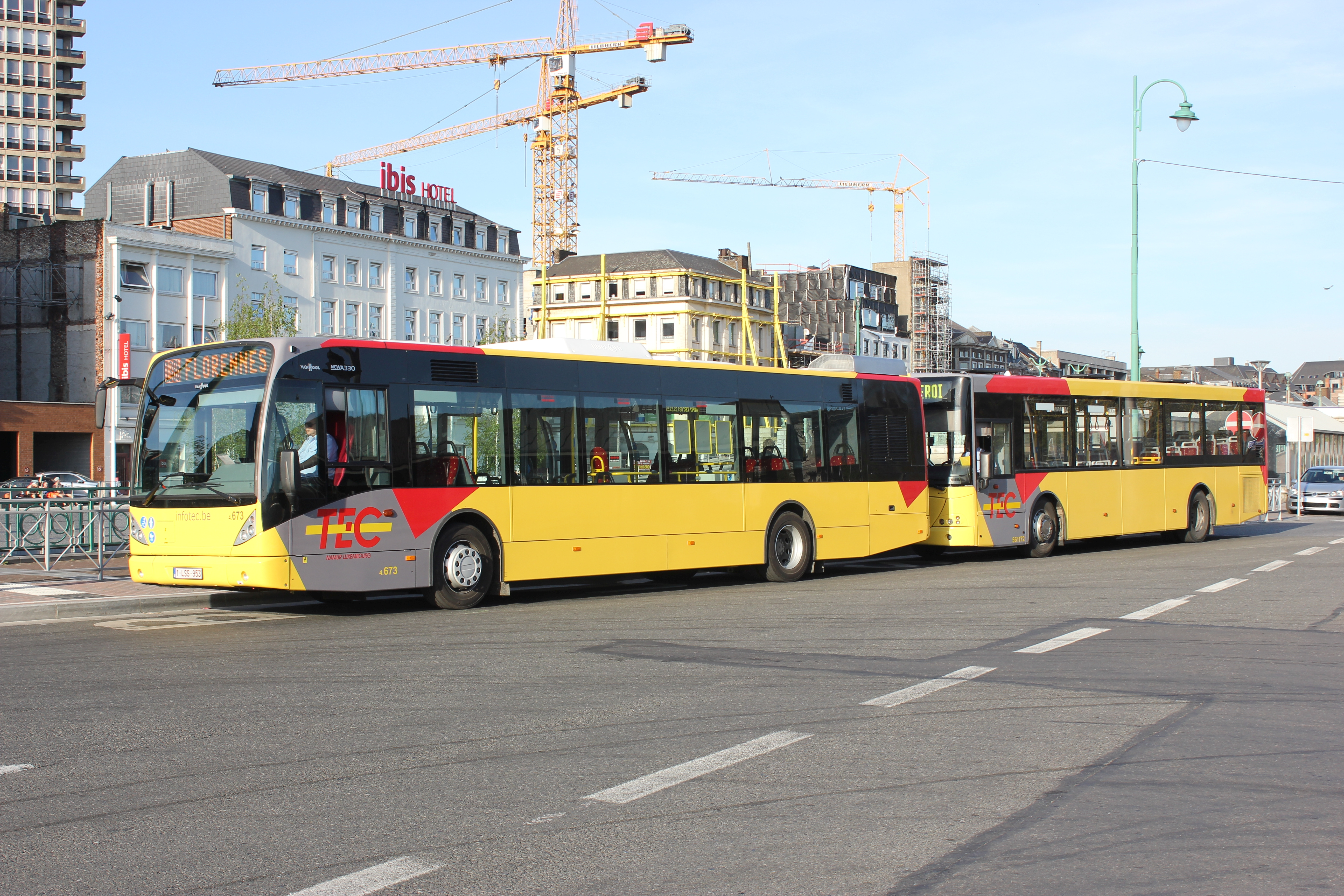
Van Hool NewA360, le principal concurrent belge de ce modèle.

#### Châssis Scania
- L113 CLB AA : version à plancher haut du châssis L113. Au moins six Jonckheere Transit furent commandés par des partenaires privés de TEC.
- L113 CLL AA : version à plancher bas du L113. Trois loueurs belges associés à De Lijn commandèrent chacun un Jonckheere Transit ainsi équipé
- L94 IBX2 : à partir de la fin 1998, le L113 a été progressivement remplacé par le châssis L94. Ici aussi, il existait en deux versions : avec plancher haut (IB4X2) et une avec plancher bas (UB4X2). Six Transit et cinq Transit 2000 furent commandés par des opérateurs wallons entre 1999 et 2003.
- L94 UBX2 : cette version munie du châssis Scania fut la plus populaire en Belgique avec trois Transit et 131 Transit 2000 commandés entre 2000 et 2007, en Flandre comme en Wallonie[2]. 
En Suède, 13 bus ainsi équipés ont été commandés par l’opérateur Västerås Lokaltrafik.

#### Châssis Volvo

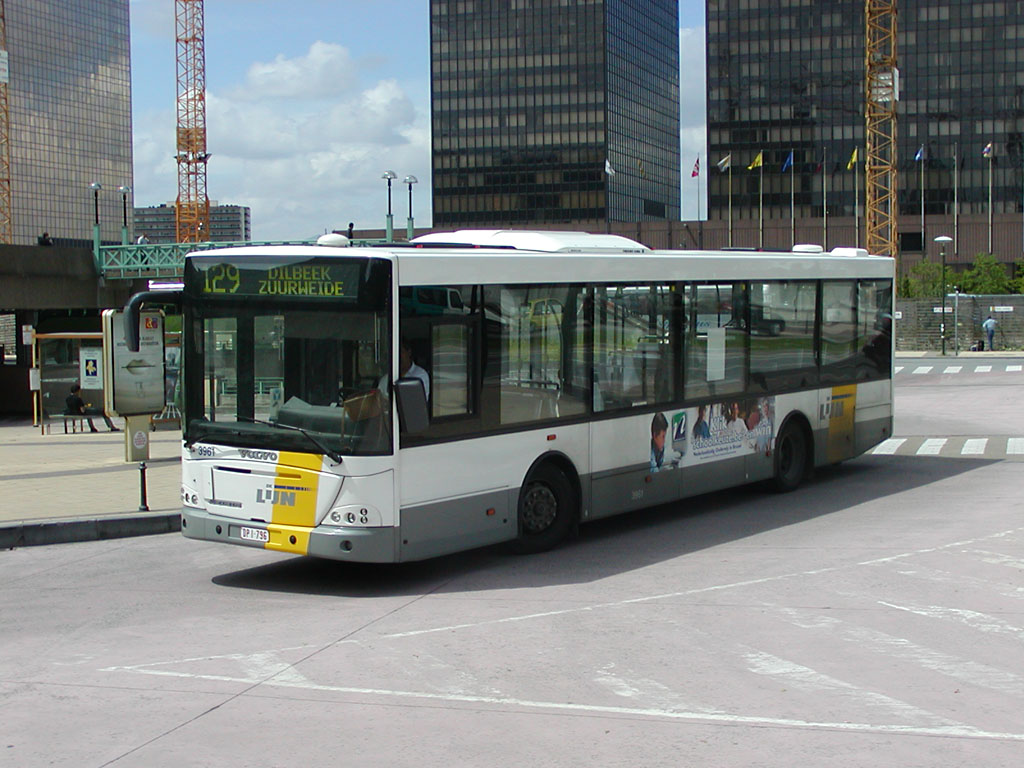
Autobus à châssis B10BLE.

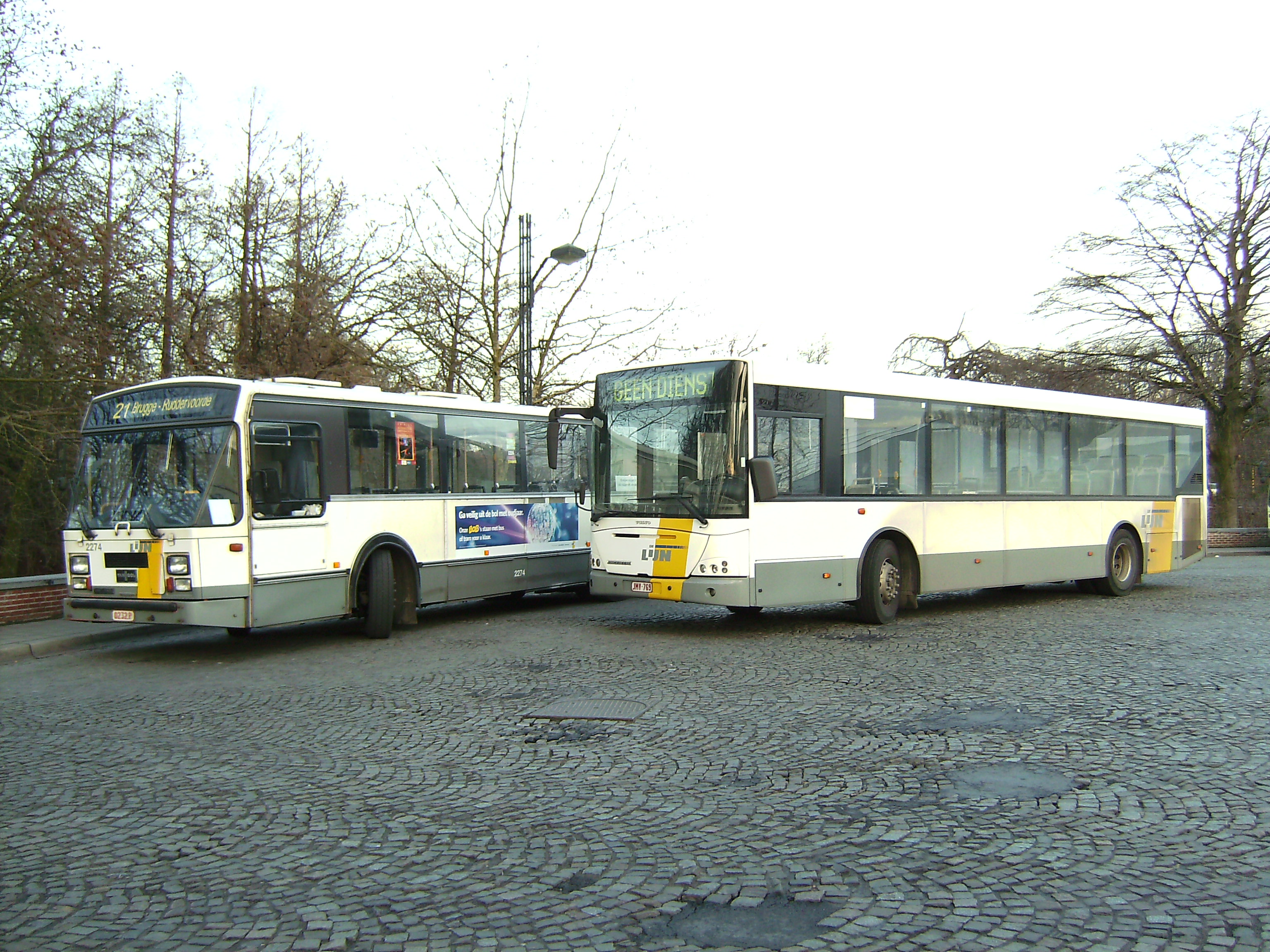
Transit 2000 (B7RLE), flambant neuf à côté d'un Van Hool A120 Intercity de 1989. (2003)

- B10B : Les premiers Jonckheere Transit utilisaient le châssis Volvo B10B (en), au moteur placé sous le plancher à l’arrière. 
Ce type de châssis fut fort populaire sur les Jonckheere Transit, notamment ceux commandés par des exploitants privés belges. On le retrouva aussi sur un petit nombre de Jonckheere Transit 2000 (dont 17 commandés par des exploitants belges sous contrat avec TEC et De Lijn).

- B10M : Ce modèle de châssis possède le moteur disposé sous le plancher, entre les deux essieux, en arrière de la cabine du conducteur. 13 Jonckheere Transit et trois Transit 2000 ont été commandés par des exploitants wallons. La plupart des Transit de première génération munis de ce châssis avaient la seconde porte disposée à l'arrière du véhicule.
- B10L : ce châssis à plancher bas, créé en 1993 sera utilisé par peu de modèles de bus. En Belgique, seuls trois autobus, dont un unique Jonckheere Transit, l’ont utilisé[3].

- B10BLE : Il s’agit d’une version à plancher bas partiel, (en anglais : Low Entry) dérivée du B10B qui se caractérise par la présence d'une seule marche aux portes d'entrée. La partie en arrière de la porte centrale est surélevée au moyen d’une marche. 
En Belgique, tous les Transit et Transit 2000 (mis à part les midibus et autobus articulés) commandés directement par TEC et De Lijn possédaient ce châssis. À l'inverse aucun exploitant privé belge ne fit construire de Jonkheere Transit de première génération avec ce châssis.

- B10MA : La version articulée du B10M fut utilisée pour les Jonckheere Transit 2000 G de première génération. De Lijn commanda 25 autobus de ce type, livrés avant 2003.
- B7L : ce châssis à plancher bas remplace le B10L, peu populaire. Sur les exemplaires dotés d'une carrosserie Jonckheere Transit, le moteur, qui se trouve à l’arrière est cette fois-ci disposé verticalement. Seuls deux Jonckheere Transit belges (1re génération) ont été dotés de ce châssis[4].

- B7R : À partir de 2001, Jonckheere développa une nouvelle version du Transit 2000 qui utilisait les châssis Volvo B7R et sa version Low entry appelée B7RLE. Ni De Lijn, ni TEC, ni les exploitants privés sous contrat avec eux ne passa commande de Transit 2000 à châssis B7R.

- B7RLE : Version dotée du châssis B7RLE, au plancher plus bas que le B10BLE. Extérieurement ils se distinguent par l'absence de zone occultée sur les fenêtres en arrière de la porte centrale.

## Utilisateurs

### Belgique
En Belgique, les opérateurs publics suivants ont possédé des Jonckheere Transit / Transit 2000 (sans compter ceux très nombreux appartenant à des opérateurs privés sous contrat avec TEC ou De Lijn). Seul TEC commanda directement à Jonckheere des Transit de première génération ; à l'inverse, le Transit 2000 fut entre 2000 et 2015 un des modèles les plus répandus chez De Lijn.

#### De Lijn

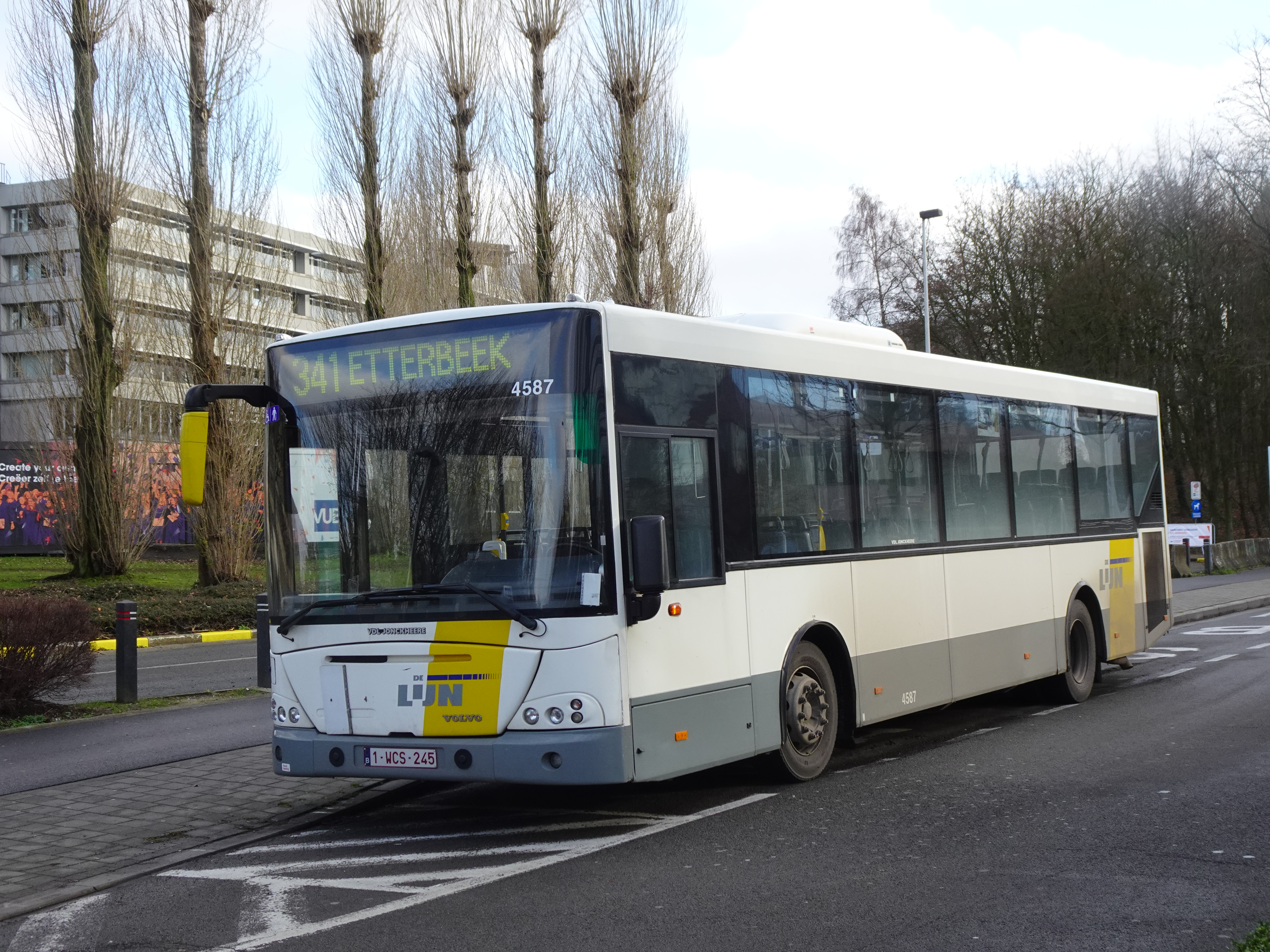
De Lijn 4578 à Etterbeek

De Lijn a commandé les séries suivantes :
- 150 Jonckheere Transit 2000 à châssis B10BLE numérotés 3829 à 3978[5]. Livrés de 2000 à 2001 et répartis dans toute la Flandre, ces autobus sont en cours de réforme depuis 2017.
- 17 autobus identiques aux précédents, numérotés 4011 à 4027 et livrés en 2001[6] ; utilisés en province d'Anvers, tous ont été radiés en 2017 et 2018.
- 25 Jonckheere Transit 2000 G à châssis B10MA-55, numérotés 3986 à 4010[7]. Ces autobus articulés à plancher haut, livrés en 2001, sont en cours de réforme depuis 2017.
- 55 Jonckheere Transit 2000 G à châssis Jonckheere, numérotés 4405 à 4459, livrés en 2004[8].
- 62 autres, numérotés 4902 à 4963 et livrés de 2006 à 2007[9].
- 42 midibus Jonckheere Transit 2000 M à châssis MAN A35, numérotés 4460 à 4501 et livrés en 2004[10]. Huit exemplaires ont été radiés dès 2015-2015 ; huit autres en 2018 et un a été détruit par le feu en 2013.
- Six séries de Jonckheere Transit 2000 à châssis B7RLE (totalisant 228 exemplaires) livrés entre 2005 et 2009. Ils sont respectivement numérotés 4524-4602[11], 4838-4879[12], 4980-5015[13], 5079-5083[14], 5095-5167[15] et 5309-5323[16].
- Le 4909, accidenté en 2009, fut transformé par Jonckheere en Transit 2000 G Hybride. Utilisé par De Lijn avec le matricule 5597, il ne roula que de 2011 à 2012[17].

#### TEC

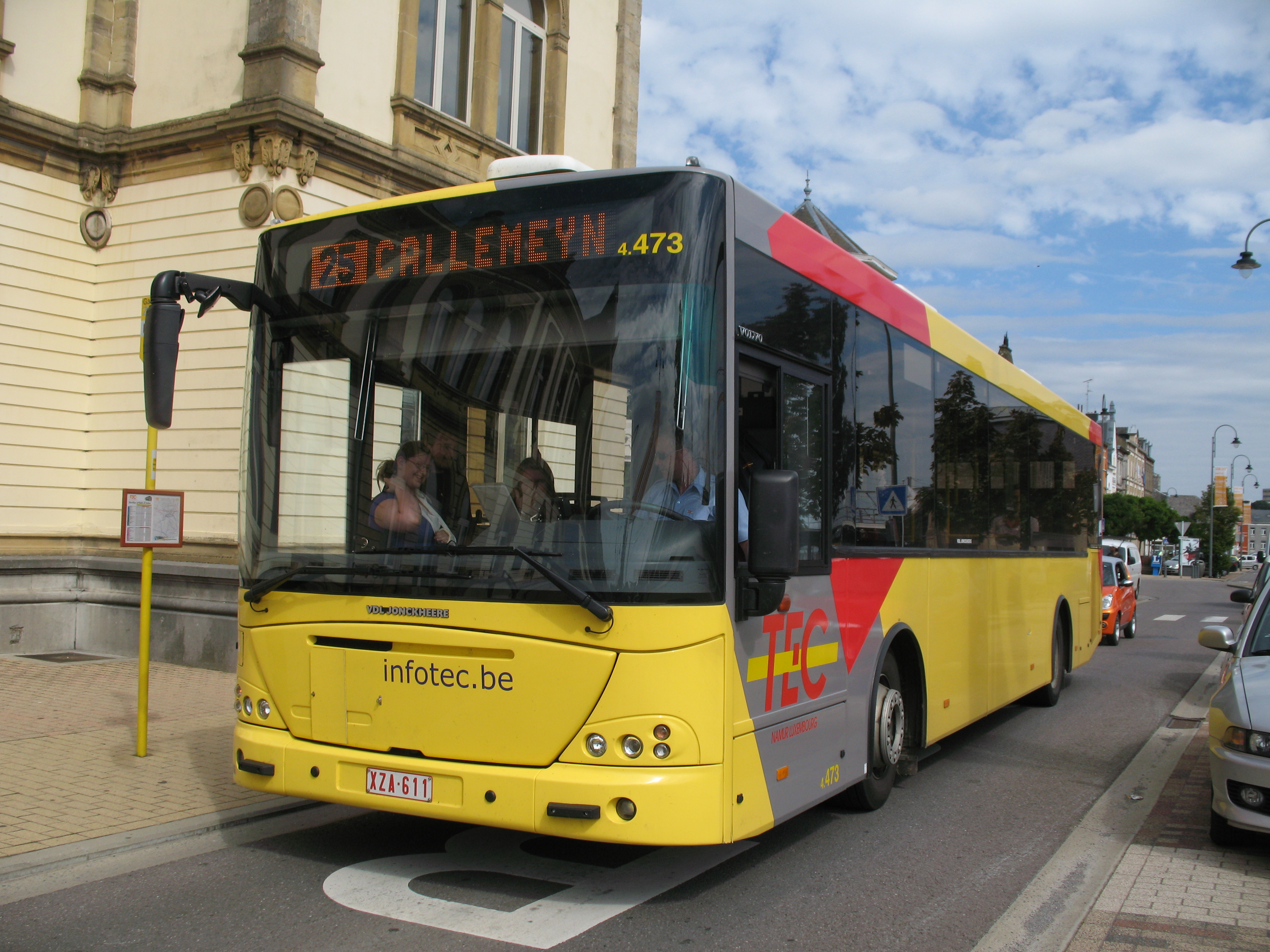
TEC Namur-Luxembourg 4.473

- 44 Jonckheere Transit à châssis B10BLE furent commandés par TEC Namur-Luxembourg et livrés en 1994-1995. Numérotés 4850 à 4893, ils furent réformés à partir de 2010 ; les cinq derniers partirent à la retraite en février 2016. Un 45e exemplaire était arrivé en 1998. Numéroté 4894, il s’agit de l’ancien prototype 7050 venant de Charleroi.
- Un prototype, numéroté 7050, fonctionnant au gaz naturel fut commandé en 1995 par TEC Charleroi. La même année, dès la fin de sa période d'essais, il fut rééquipé avec un moteur diesel et revendu, en 1998. Il rejoindra les 44 autobus de la région Namur-Luxembourg, auxquels il était désormais identique et sera radié en février 2016.
- Des Jonckheere Transit 2000G (châssis Jonckheere) ont été achetés en 2005 par TEC pour les régions Hainaut (cinq exemplaires[18]), Namur-Luxembourg (quinze[19]) et Charleroi (trois[20]) ; en 2011 ou 2017, les régions Hainaut et Charleroi cédèrent respectivement un exemplaire à la région Namur-Luxembourg[21].
- 46 Jonckheere Transit 2000 (châssis B7RLE) ont été livrés en 2007 aux TEC Namur-Luxembourg[22], suivis par 91 autres en 2009[23]. Les TEC Liège-Verviers en ont commandé 40 autres, livrés en 2009-2010[24].
- En 2005, les TEC Charleroi ont commandé quatre Jonckheere Transit 2000M à châssis MAN A35 pour remplacer des minibus Renault-Ikarus sur châssis Renault Master I[25].